# Alessandra Resende
Alessandra Resende, född 5 mars 1975, är en friidrottare från Brasilien. Hon deltog vid olympiska sommarspelen 2008.